# Verband der Nord-Ostdeutschen Textil- und Bekleidungsindustrie
Der Verband der Nord-Ostdeutschen Textil- und Bekleidungsindustrie e. V. (vti) ist ein Arbeitgeberverband in den neuen Bundesländern. Seine Mitglieder sind etwa 165 kleine und mittelständische Firmen, die überwiegend in Sachsen und Thüringen ansässig sind. Die ostdeutsche Textil- und Bekleidungsindustrie insgesamt umfasst 350 Unternehmen mit ca. 16.000 Beschäftigten. Vorsitzender seit 2018 ist Thomas Lindner, Geschäftsführer der Strumpfwerk Lindner GmbH, Hohenstein-Ernstthal.
Der vti entstand am 1. April 1990 durch den Zusammenschluss der ostdeutschen Textil- und Bekleidungsindustrien. Am 13. Juni 1996 traten ihm der Förderverein für die Textil- und Konfektionsindustrie e. V. und der Verband der Mitteldeutschen Bekleidungsindustrie e. V. bei. Sitz der Geschäftsstelle ist Chemnitz. Hauptgeschäftsführer bis 2017 war Bertram Höfer. Sein Nachfolger ist Jenz Otto. Der vti ist einer von zehn Landesverbänden im Gesamtverband der deutschen Textil- und Modeindustrie e. V. („Gesamtverband textil+mode“).
Zu den Mitgliedern und Kooperationspartnern zählen auch Lehr- und Forschungseinrichtungen wie Forschungskuratorium Textil e.V., Textilforschungsinstitut Thüringen/Vogtland e.V., Thüringisches Institut für Textil- und Kunststoff-Forschung e.V., Sächsisches Textilforschungsinstitut e.V. An Hochschulen angeschlossen sind davon das Institut für Textilmaschinen und Textile Hochleistungswerkstofftechnik (ITM) der TU Dresden und das Institut für Textil- und Ledertechnik (ITL) der Westsächsischen Hochschule Zwickau in Reichenbach.
Die Interessenvertretung umfasst die Betätigung in Tarif- und Sozialpolitik, Rechtsarbeit, berufliche Aus- und Fortbildung, Umweltschutz und die Energiewirtschaft, Finanzierung und Wirtschaftsförderung, Öffentlichkeits- und Lobbyarbeit. Der vti gab dreimal jährlich die Zeitschrift „vti aktuell“ heraus, mittlerweile zweimal pro Jahr den "vti report".